# Kieleckie Centrum Kultury

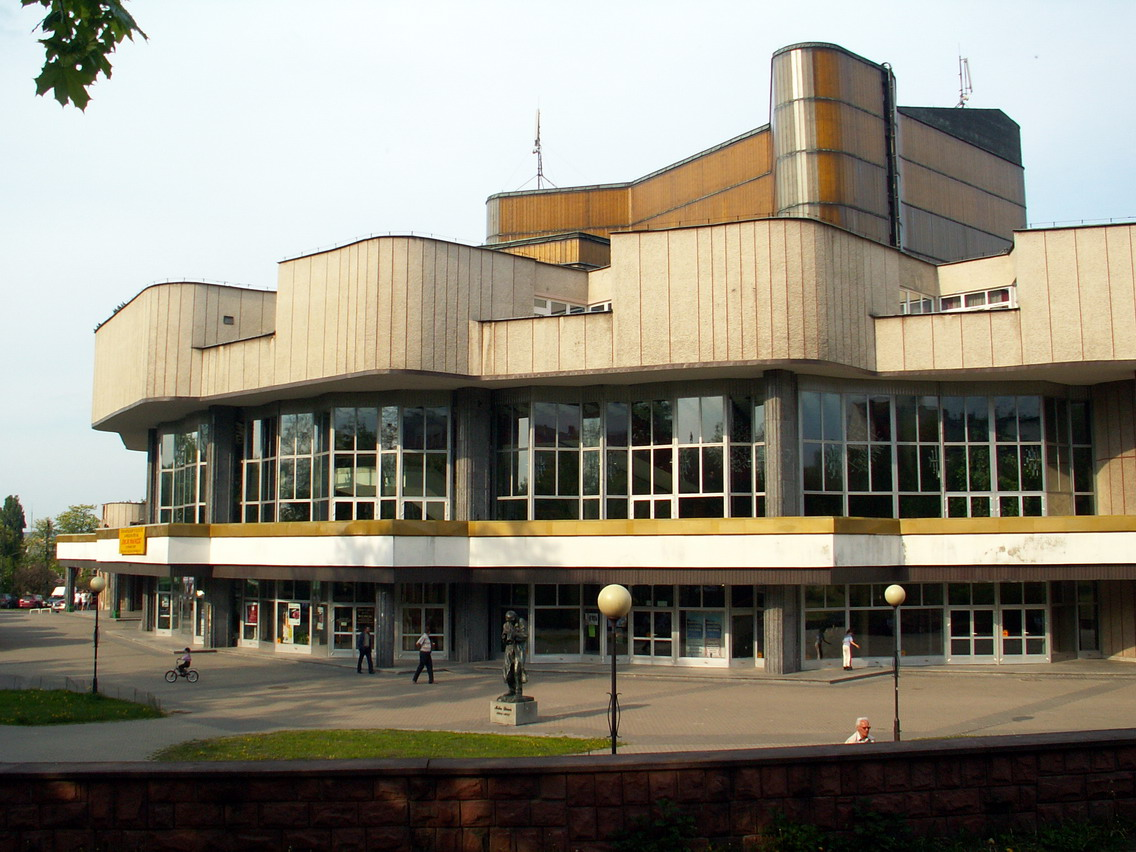
Kieleckie Centrum Kultury (2006)

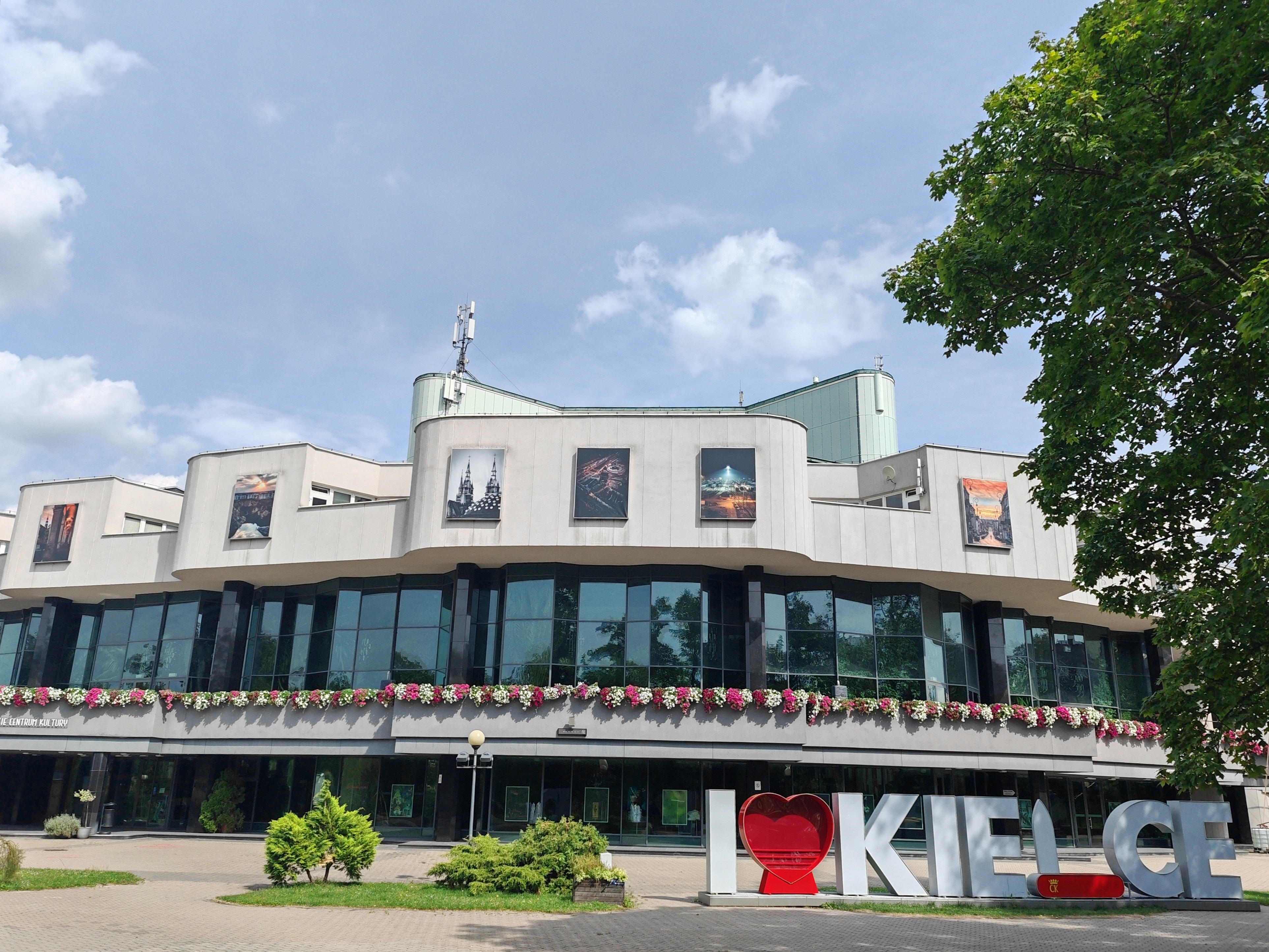
Kieleckie Centrum Kultury – współcześnie (2024)

Kieleckie Centrum Kultury (KCK) – jedna z najważniejszych placówek kulturalnych Kielc i województwa świętokrzyskiego. Gmach, mieszczący się na Placu Moniuszki, posiada 15,5 tys. m2 powierzchni użytkowej.
Instytucja od wielu lat prowadzi szeroką działalność promującą kulturę i sztukę w obrębie regionalnym, ogólnopolskim i międzynarodowym. Kieleckie Centrum Kultury organizuje: Międzynarodowy Festiwal Muzyki Organowej i Sakralnej ANIMA MUNDI, Międzynarodowy Konkurs dla Projektantów i Entuzjastów Mody OFF FASHION, MEMORIAL TO MILES Targi Kielce Jazz Festiwal, Ogólnopolski Niezależny Festiwal Form Dokumentalnych NURT, Ogólnopolski Konkurs Fotograficzny ŻYCIE JEST PIĘKNE oraz projekt Salon Bezsenność - spotkania autorskie z ciekawymi osobowościami świata.
Podległymi jednostkami instytucji są organizacje twórcze, takie jak: Galeria Sztuki Współczesnej WINDA, Scena Autorska STUDIO oraz alternatywny teatr PEGAZ.
W budynku znajdują się sale konferencyjne, galerie, małe i duże foyer, hole, pracownie artystyczne oraz pokoje gościnne. Swoje siedziby ma tu także oraz Kielecki Teatr Tańca. W latach 2003 - 2025 swoją siedzibę miał tutaj także Kielecki Oddział Telewizji Polskiej. Stacja TVP3 Kielce po prowadzonej od początku 2025 roku przeprowadzce do własnej siedziby na ulicy Ściegiennego w Kielcach opuściła Kieleckie Centrum Kultury w nocy z 8 na 9 kwietnia 2025 roku. 
Kieleckie Centrum Kultury posiada dwie sceny:
- Duża scena, będąca równocześnie jedną z trzech największych w Polsce, ma powierzchnię 520 m2 i jest wyposażona w dwie sceny obrotowe o średnicach odpowiednio 15 m i 5,5 m oraz 3 kurtyny: ozdobną, tłumiącą i ważącą 8,5 tony stalową. Strop techniczny sięga do 30 metrów ponad poziom sceny, a pod nią znajduje się, mająca 8 metrów głębokości, część podziemna mieszcząca całą aparaturę techniczną. Fosa dla orkiestry może pomieścić 60 muzyków. Przedstawienia można podziwiać z posiadającej 720 foteli panoramicznej widowni wachlarzowej, dzięki której uzyskano doskonałą widoczność i jednolite warunki akustyczne.
- Mała scena, początkowo przeznaczona na spektakle eksperymentalne, posiada regulowaną powierzchnię i jest otoczona z trzech stron przez mającą 190 miejsc widownię. Dzięki temu uzyskuje się duże możliwości inscenizacyjne, które można wykorzystać podczas prezentacji przedstawień, koncertów i innych imprez.

Koło Kieleckiego Centrum Kultury przechodzi  czerwony szlak miejski prowadzący przez zabytkowe i ciekawe turystycznie miejsca miasta Kielce.
Budynek Kieleckiego Centrum Kultury wzorowano na planach Teatru Muzycznego w Gdyni. Budowę planowano ukończyć po 5 latach, w 1980 roku, jednakże część "C" ukończono w 1992 roku, a ostatecznie budowę ukończono dopiero w 2002 roku. Pod jego budowę wyburzono zabytkowy Gmach Leonarda - ważny dla historii Kielc i regionu kompleks zabudowań sakralnych i szpitalnych z XVI i XVIII wieku, pełniący przez wieki rozmaite funkcje, m.in. administracyjne dla województwa krakowskiego, gdy Kielce były jego stolicą. 

## Historia
- styczeń 1972 – pierwszy artykuł o planach budowy wielofunkcyjnego gmachu dla Teatru im. Stefana Żeromskiego
- sierpień 1974 – początek wyburzania budynków w okolicy Placu Moniuszki i dawnej ulicy Krynicznej, w tym zabytkowego Gmachu Leonarda
- 21 kwietnia 1975 – zostaje wydane pozwolenie na budowę; autorem projektu "Nowego Teatru" jest mgr inż. Daniel Olędzki wraz ze specjalistami "Miastoprojektu" z Gdyni, wystrój wnętrz zaprojektował Andrzej Grabiwoda, a płaskorzeźby i artystyczne detale wykonał Adam Wolski; koniec inwestycji planowany jest na rok 1980 na 35-lecie wznowienia działalności Teatru im. Stefana Żeromskiego
- 1976 – powstaje Społeczny Komitet Budowy Teatru
- 1980 – wstrzymanie prac przy budowie teatru z powodu gwałtownego kryzysu politycznego i gospodarczego
- maj 1992 – oddanie do użytku części „C” obiektu, zawierającej Salę Kameralną im. T. i I. Byrskich; przejęcie inwestycji przez władze miasta i powołanie zakładu budżetowego Urzędu Miasta „Centrum Kultury – Kielce”
- grudzień 1992 – połączenie z Miejskim Ośrodkiem Kultury i przemianowanie na Kieleckie Centrum Kultury
- 27 stycznia 1996 – oddanie do użytku i uroczysta inauguracja działalności dużej sceny KCK
- 28 września 2001 roku na placu przed gmachem Kieleckiego Centrum Kultury odsłonięto pierwszy na świecie pomnik Milesa Davisa. Autorem pomnika jest Grzegorz Łagowski.
- grudzień 2002 – zamknięcie budowy Kieleckiego Centrum Kultury
- czerwiec 2003 – otwarcie studia lokalnego oddziału Telewizji Polskiej – TVP3 Kielce
- marzec 2004 – otwarcie Galerii Sztuki Współczesnej Winda
- 8 kwietnia 2025 – koniec emisji TVP3 Kielce z Kieleckiego Centrum Kultury i opuszczenie przez nią wspomnianego obiektu.[1]

## Międzynarodowy Festiwal Muzyki Organowej i Sakralnej ANIMA MUNDI
Anima Mundi jest festiwalem, który na stałe wpisał się w muzyczny pejzaż Kielc i regionu świętokrzyskiego. Jego otwarta formuła - nie tylko klasyczna muzyka organowa, ale także chóralna, barokowa, ludowa, muzyka religijna - daje możliwość przeżycia całej gamy muzycznych doznań i wzruszeń. Festiwal organizowany jest co roku, w kościołach diecezji kieleckiej, po Świętach Wielkanocnych, aby zachęcić do głębszej refleksji nad Męką i Śmiercią Chrystusa.
Festiwal powstał z inicjatywy prof. Jerzego Rosińskiego - organisty katedralnego, kompozytora i animatora kultury. Anima Mundi od wielu lat gromadzi wspaniałych twórców, chóry i orkiestry o międzynarodowej renomie.

## Międzynarodowy Konkurs dla Projektantów i Entuzjastów Mody OFF FASHION
Konkurs Off Fashion ma za zadanie stworzyć szansę zawodowego startu początkującym projektantom, których zapał i kreatywność zmieniają spojrzenie na rynek mody w Polsce. Pierwsza edycja konkursu odbyła się w 2007 roku, swoje prace nadesłało ponad 300 projektantów z Polski i zagranicy. Od tego czasu konkurs cieszy się rosnącą popularnością i uznaniem wśród innych konkursów dotyczących mody. Niebagatelną rolę w rozwoju imprezy odgrywa profesjonalne jury oceniające nadesłane prace, są to najwyższej klasy specjaliści: krytycy mody, wybitni projektanci, wykładowcy światowych, wyższych uczelni.